# 立陶宛社會民主黨
立陶宛社會民主黨（缩写为LSDP）是立陶宛的一个社會民主主義政黨。

## 歷史
立陶宛社會民主黨成立於1896年5月，為立陶宛第一個政黨，也是在1905年創立大維爾紐斯議會的政黨之一。社民黨為1918至1940年立陶宛獨立時期的主要政黨之一。1926年選舉後，社民黨與立陶宛農民人民聯盟組成左派執政聯盟。同年，安塔納斯·斯梅托納發動政變，並在1936年宣布禁黨。
1945年，該黨流亡組織開始運作。
1989年，立陶宛社會民主黨重新成立。1990－1992年，該黨在議會擁有9席，1992至1996年取得8席，1996年立陶宛議會選舉拿下7席。
1999年，該黨開始與立陶宛民主劳动党（前身為立陶宛共產黨）展開協商。2黨聯盟在2000年立陶宛議會選舉拿下51席。2001年成為執政黨。
2001年，立陶宛社會民主黨與立陶宛民主劳动党合併。
2004年立陶宛議會選舉，立陶宛社會民主黨拿下20席，與劳动党、新聯盟 (社會自由黨)（New Union (Social Liberals)）籌組中間偏左少數派政府。
2008年立陶宛議會選舉，該黨成長5席至25席，但執政聯盟成員劳动党、新聯盟 (社會自由黨)大幅衰退。祖國聯盟與國家復興黨、自由運動籌組中間偏右執政聯盟。
在2012年10月的议会选举中获得38席成为第一大党。
在2016年選舉中，該黨獲得了21個席位，並與立陶宛農民和綠黨聯盟組成了聯盟。但後於2017年退出該聯盟。
2018年，一些黨員離開並組建立陶宛社會民主勞動黨。

## 外部連結
- 官方網站 （页面存档备份，存于）